# Liste der Anime-Titel/I

## I
| Name                                                                              | Alternative Namen | Veröffentlichungsjahr | Studio(s)                         |
| --------------------------------------------------------------------------------- | --- | --------------------- | --------------------------------- |
| I My Me! Strawberry Eggs (13 Folgen)                                              | あぃまぃみぃ！ストロベリー・エッグ, Ai Mai Mī! Sutoroberī Eggu, Strawberry Eggs                                                | 2001 als Fernsehserie | TNK                               |
| i -wish you were here-: Anata ga Koko ni Itehoshii (4 Folgen)                     | i-wish you were here- あなたがここにいてほしい, Zaion: I Wish You Were Here                                                    | 2001 als Web-Anime    | Gonzo                             |
| I Can (2 Folgen)                                                                  | あい☆きゃん | 2010 als OVA          | PoRO                              |
| I Want to Eat Your Pancreas                                                       | 君の膵臓をたべたい, Kimi no Suizō o Tabetai                                                                                    | 2018 als Film         | Studio VOLN                       |
| I-Chu (12 Folgen)                                                                 | アイ★チュウ | 2021 als Fernsehserie | Lay-duce                          |
| I"s                                                                               | |                       |                                   |
| ↳ From I"s – Mō Hitotsu no Natsu no Monogatari (2 Folgen)                         | フロムアイズ ~もうひとつの夏の物語~                                                                                            | 2002 als OVA          | Studio Pierrot                    |
| ↳ I"s Pure (6 Folgen)                                                             | アイズピュア, Aizu Pyua | 2005 als OVA          | Studio Pierrot                    |
| I'll/CKBC (2 Folgen)                                                              | I'll / Crazy KOUZU Basketball Club                                                                                             | 2002 als OVA          | M.S.C                             |
| I’m Standing on a Million Lives (24 Folgen)                                       | 100万の命の上に俺は立っている, Hyaku-Man no Inochi no Ue ni Ore wa Tatteiru, I'm Standing on 1,000,000 Lives.                  | 2020 als Fernsehserie | Maho Film                         |
| I've Been Killing Slimes for 300 Years and Maxed Out My Level (12 Folgen)         | スライム倒して300年、知らないうちにレベルMAXになってました, Slime Taoshite 300-nen, Shiranai Uchi ni Level Max ni Nattemashita | 2021 als Fernsehserie | Revoroot                          |
| I, My, Me - Strawberry Eggs (13 Folgen)                                           | あぃまぃみぃ！ストロベリー・エッグ                                                                                             | 2001 als Fernsehserie | TNK                               |
| Ibara no Ō                                                                        | いばらの王, King of Thorn | 2009 als Film         | Sunrise                           |
| Iblard Jikan (eine Folge)                                                         | イバラード時間 | 2007 als OVA          | Studio Ghibli                     |
| ICE - The Last Generation (3 Folgen)                                              | アイス | 2007 als OVA          | E-Net Frontier                    |
| Ichi Pound no Fukuin (eine Folge)                                                 | １ポンドの福音, One Pound Gospel                                                                                               | 1988 als OVA          | Gallop                            |
| Ichiban Ushiro no Daimaō (12 Folgen)                                              | いちばんうしろの大魔王 | 2010 als Fernsehserie | Artland                           |
| Ichigatsu ni wa Christmas (eine Folge)                                            | １月にはChristmas, Christmas in January                                                                                        | 1991 als OVA          | Magic Bus                         |
| Ichigeki Satchu!! HoiHoi-san (eine Folge)                                         | 一撃殺虫!!ホイホイさん | 2004 als Special      | Daume                             |
| ↳ Ichigeki Sacchū!! HoiHoi-san Legacy (eine Folge)                                | 一撃殺虫!!ホイホイさんLEGACY                                                                                                   | 2013 als OVA          | Bridge                            |
| Ichigo 100% (26 Folgen)                                                           | いちご100% | 2005 als Fernsehserie | Madhouse                          |
| ↳ Ichigo 100% - Koi ga Hajimaru!? Yureru kokoro ga Higashi e nishi e (eine Folge) | いちご100% 恋が始まる！？撮影合宿 ～ゆれるココロが東へ西へ～                                                                   | 2004 als Special      | Madhouse                          |
| ↳ Ichigo 100% (4 Folgen)                                                          | いちご100% | 2005 als OVA          | Madhouse                          |
| Ichigo Ichie – Koibana Tomobana (13 Folgen)                                       | 一期一会 恋バナ友バナ | 2007 als Fernsehserie | Four-Some                         |
| ↳ Ichigo Ichie: Kimi no Kotoba (13 Folgen)                                        | 一期一会～キミノコトバ～ | 2010 als Fernsehserie | Four-Some                         |
| Ichigo Mashimaro (12 Folgen)                                                      | 苺ましまろ, Strawberry Marshmallow, Erdbeeren & Marshmallow                                                                    | 2005 als Fernsehserie | Daume                             |
| ↳ Ichigo Mashimaro (3 Folgen)                                                     | 苺ましまろ | 2007 als OVA          | Daume                             |
| ↳ Ichigo Mashimaro Encore (2 Folgen)                                              | 苺ましまろ encore | 2009 als OVA          | Daume                             |
| ID-0 (12 Folgen)                                                                  | | 2017 als Fernsehserie | Sanzigen                          |
| ID – Invaded (13 Folgen)                                                          | イド：インヴェイデッド | 2020 als Fernsehserie | Naz                               |
| Idaten Jump (52 Folgen)                                                           | 韋駄天翔 | 2005 als Fernsehserie | Trans Arts                        |
| Idol Boēitai Hummingbird (4 Folgen)                                               | アイドル防衛隊ハミングバード, Aidoru Boēitai Hamingubādo, Idol Defense Force Hummingbird                                       | 1993 als OVA          | Production Reed                   |
| Idol Densetsu Eriko (51 Folgen)                                                   | アイドル伝説えり子 | 1989 als Fernsehserie | Ashi Productions                  |
| Idol Fight Su Chi Pai 2 (eine Folge)                                              | アイドルファイト スーチーパイ2, Aidoru Faito: Sūchīpai 2                                                                       | 1996 als OVA          | Daume, Darts                      |
| Idol Incidents (12? Folgen)                                                       | アイドル事変, Aidoru Jihen | 2017 als Fernsehserie | MAPPA, Voln                       |
| Idol Memories (12 Folgen)                                                         | アイドルメモリーズ, Aidoru Memorīzu                                                                                            | 2016 als Fernsehserie | Seven Arcs Pictures               |
| Idol Project (4 Folgen)                                                           | アイドル・プロジェクト | 1995 als OVA          | Studio OX                         |
| Idol Sister (eine Folge)                                                          | アイドル☆シスター | 2014 als OVA          |                                   |
| Idol Tenshi Yōkoso Yōko (43 Folgen)                                               | アイドル天使ようこそようこ | 1990 als Fernsehserie | Ashi Productions                  |
| Idolish7 (40 Folgen)                                                              | | 2018 als Fernsehserie | Troyca                            |
| ↳ Idolish7 Vibrato (8 Folgen)                                                     | | 2018 als Web-Anime    | Troyca                            |
| Idolls! (10 Folgen)                                                               | アイドールズ | 2021 als Fernsehserie | Shin-Ei Animation                 |
| The Idolm@ster (26 Folgen)                                                        | アイドルマスター, Aidoru Masutā                                                                                                | 2011 als Fernsehserie | A-1 Pictures                      |
| ↳ The Idolm@ster: Cinderella Girls (26 Folgen)                                    | アイドルマスター シンデレラガールズ, Aidoru Masutā: Shinderera Gāruzu                                                          | 2015 als Fernsehserie | A-1 Pictures                      |
| ↳ The Idolm@ster: Cinderella Girls (eine Folge)                                   | アイドルマスター シンデレラガールズ, Aidoru Masutā: Shinderera Gāruzu                                                          | 2016 als Special      | A-1 Pictures                      |
| ↳ The Idolm@ster Cinderella Girls Gekijō (50 Folgen)                              | シンデレラガールズ劇場 | 2017 als Fernsehserie | Gathering                         |
| ↳ The IDOLM@STER Cinderella Girls Gekijō: Extra Stage (eine Folge)                | アイドルマスター シンデレラガールズ劇場 Extra Stage                                                                            | 2020 als Web-Anime    | Gathering                         |
| ↳ The IDOLM@STER Cinderella Girls: Spin-off! (eine Folge)                         | アイドルマスター シンデレラガールズ Spin-off!                                                                                  | 2019 als Web-Anime    | Studio Orange                     |
| ↳ The IDOLM@STER MOVIE: Kagayaki no Mukōgawa e!                                   | THE IDOLM@STER MOVIE 輝きの向こう側へ!                                                                                         | 2014 als Film         | A-1 Pictures                      |
| ↳ The iDOLM@STER Shiny Festa (3 Folgen)                                           | アイドルマスター シャイニーフェスタ                                                                                            | 2012 als OVA          | A-1 Pictures                      |
| ↳ The IDOLM@STER SideM (25 Folgen)                                                | アイドルマスター SideM, Aidoru Masutā SideM                                                                                    | 2017 als Fernsehserie | A-1 Pictures                      |
| ↳ The IDOLM@STER SideM: 315 Variety Pack! Made In Passion! (eine Folge)           | アイドルマスター SideM 特別編「315バラエティパック！ Made In Passion！ 」                                                      | 2018 als Special      | A-1 Pictures                      |
| Idoly Pride (12 Folgen)                                                           | | 2021 als Fernsehserie | CAAnimation, Lerche               |
| Ie Naki Ko (51 Folgen)                                                            | 家なき子, Nobody's Boy Remi | 1977 als Fernsehserie | TMS Entertainment                 |
| ↳ Ie Naki Ko                                                                      | 家なき子 | 1980 als Film         | TMS Entertainment                 |
| ↳ Ie Naki Ko Remi (26 Folgen)                                                     | 家なき子レミ, Sans Famille | 1996 als Fernsehserie | TMS Entertainment                 |
| Igano Kabamaru (24 Folgen)                                                        | 伊賀野カバ丸, Ninja Boy | 1983 als Fernsehserie | Group TAC                         |
| IGPX (5 Folgen)                                                                   | Immortal Grand Prix | 2003 als Fernsehserie | Bee Train                         |
| ↳ IGPX (24 Folgen)                                                                | Immortal Grand Prix | 2005 als Fernsehserie | Production I.G                    |
| Ihatov Gensō: Kenji no Haru                                                       | イーハトーブ幻想 Kenjiの春, Spring and Chaos                                                                                   | 1996 als Film         | Group TAC, Satelight              |
| Ijime – Ikenie no Kyōshitsu (eine Folge)                                          | いじめ 〜いけにえの教室〜 | 2012 als OVA          | SynergySP                         |
| Ijiwaru Baasan (39 Folgen)                                                        | いじわるばあさん, Bullying Grandmother                                                                                         | 1970 als Fernsehserie | Knack                             |
| ↳ Ijiwaru Baasan (46 Folgen)                                                      | いじわるばあさん, Bullying Grandmother                                                                                         | 1996 als Fernsehserie | Eiken                             |
| Ijō Chitai Jikken Dorei (eine Folge)                                              | 異常痴態 実験奴隷 | 2011 als OVA          | Studio9Maiami                     |
| Ijō Seibutsu Kenbunroku (13 Folgen)                                               | 異常生物見聞録 | 2020 als Fernsehserie | Beijing MMT                       |
| Ijoku (2 Folgen)                                                                  | 医辱 | 2006 als OVA          | Digital Works                     |
| Ike! Ina-chū Takkyūbu (26 Folgen)                                                 | 行け! 稲中卓球部, Ping Pong Club                                                                                               | 1995 als Fernsehserie | Studio Hibari, Kitty Film         |
| Ikebukuro West Gate Park (12 Folgen)                                              | 池袋ウエストゲートパーク | 2020 als Fernsehserie | Doga Kobo                         |
| Ikemen Kyūgo-tai Nurse Angels (10 Folgen)                                         | イケメン救護隊 Nurse Angels | 2013 als Fernsehserie | Kyotoma                           |
| Ikemen Sengoku: Toki o Kakeru ga Koi (12 Folgen)                                  | イケメン戦国◆時をかける恋, Ikémen Sengoku: Bromances Across Time                                                               | 2017 als Fernsehserie | TMS Entertainment                 |
| Ikenai Boy (eine Folge)                                                           | イケナイＢＯＹ | 1990 als OVA          | J.C.Staff                         |
| ↳ Ikenai Boy: Ikasu Maruhi Hand Power (eine Folge)                                | イケナイＢＯＹ イカす㊙ハンドパワー                                                                                            | 1990 als OVA          | J.C.Staff                         |
| Ikenie (eine Folge)                                                               | 聖贄, Sins of the Flesh | 1999 als OVA          | Y.O.U.C.                          |
| Iketeru Futari (16 Folgen)                                                        | イケてる２人, Cool Couple | 1999 als Fernsehserie | J.C.Staff                         |
| Ikinari Dagon (12 Folgen)                                                         | いきなりダゴン, Dagon in the Lands of Weeds                                                                                    | 1988 als Fernsehserie | Nippon Animation                  |
| Ikinuke! Bakusō! Kusohamu-chan! (24 Folgen)                                       | 生きぬけ！爆走！クソハムちゃん                                                                                                 | 2021 als Web-Anime    | NORICOPO                          |
| Ikki Tousen – Dragon Girls (13 Folgen)                                            | 一騎当千, Dragon Girls | 2003 als Fernsehserie | J.C.Staff                         |
| ↳ Ikki Tousen – Dragon Destiny (12 Folgen)                                        | 一騎当千 Dragon Destiny | 2007 als Fernsehserie | Arms                              |
| ↳ Ikki Tousen – Dragon Destiny (6 Folgen)                                         | 一騎当千 Dragon Destiny | 2007 als OVA          | Arms                              |
| ↳ Ikki Tousen – Great Guardians (12 Folgen)                                       | 一騎当千 Great Guardians | 2008 als Fernsehserie | Arms                              |
| ↳ Ikki Tousen – Great Guardians (6 Folgen)                                        | 一騎当千 Great Guardians | 2008 als OVA          | Arms                              |
| ↳ Ikki Tōsen: Xtreme Xecutor (12 Folgen)                                          | 一騎当千 XTREME XECUTOR | 2010 als Fernsehserie | TNK                               |
| ↳ Ikki Tōsen: Xtreme Xecutor (6 Folgen)                                           | 一騎当千 XTREME XECUTOR | 2010 als OVA          | TNK                               |
| ↳ Ikki Tōsen: Shūgaku Tōshi Keppūroku (eine Folge)                                | 一騎当千 集鍔闘士血風録 | 2012 als OVA          | Arms                              |
| ↳ Ikki Tōsen: Extravaganza Epoch (2 Folgen)                                       | 一騎当千 Extravaganza Epoch | 2014 als OVA          | Arms                              |
| ↳ Ikki Tōsen: Western Wolves (3 Folgen)                                           | 一騎当千 Western Wolves | 2019 als OVA          | Arms                              |
| Ikkyu-san (26 Folgen)                                                             | 一球さん | 1978 als Fernsehserie | Nippon Animation                  |
| Ikkyū-san (296 Folgen)                                                            | 一休さん | 1975 als Fernsehserie | Toei Animation                    |
| ↳ Ikkyū-san to Yancha-hime                                                        | 一休さんとやんちゃ姫 | 1978 als Film         | Toei Animation                    |
| ↳ Ikkyū-san Ōabare no Yancha-hime (eine Folge)                                    | 一休さん 大暴れやんちゃ姫 | 1980 als Special      | Toei Animation                    |
| ↳ Ikkyū-san: Haru da! Yancha-hime                                                 | 一休さん 春だ！やんちゃ姫 | 1981 als Film         | Toei Animation                    |
| Ikoku Irokoi Romantan (2 Folgen)                                                  | 異国色恋浪漫譚, A Foreign Love Affair                                                                                          | 2007 als OVA          | ANIK                              |
| Ikoku Meiro no Croisée: The Animation (13 Folgen)                                 | 異国迷路のクロワーゼ The Animation, La Croisée dans un Labyrinth Étranger                                                      | 2011 als Fernsehserie | Satelight                         |
| Ikoku na Retoro (eine Folge)                                                      | 異国なレトロ, Raunchy Role Play                                                                                                | 2020 als OVA          |                                   |
| Ikusa Otome Suvia (4 Folgen)                                                      | 戦乙女スヴィア | 2007 als OVA          | Pixy                              |
| Ikuze! Gen-san (24 Folgen)                                                        | いくぜっ！源さん | 2008 als Web-Anime    | Nippon Animation                  |
| Im Dienste Ihrer Majestät – Licensed by Royalty (13 Folgen)                       | | 2003 als Fernsehserie | TNK                               |
| Im Land des Zauberers von Oz (52 Folgen)                                          | オズの魔法使い, Ozu no Mahōtsukai                                                                                              | 1986 als Fernsehserie | Panmedia                          |
| Inma Yōjo (5 Folgen)                                                              | 淫魔妖女 | 1994 als OVA          | Horannabi                         |
| Immoral (2 Folgen)                                                                | | 2005 als OVA          | Himajin Planning                  |
| Imokawa Mukuzō Genkanban no Maki                                                  | 芋川椋三玄関番の巻, Imokawa Mukozo the Doorman                                                                                 | 1917 als Kurzfilm     | Nikkatsu                          |
| Imōto Jiru (2 Folgen)                                                             | 妹汁, Younger Sister Juice | 2003 als OVA          | Milky                             |
| Imōto Paradise! (2 Folgen)                                                        | 妹ぱらだいす！ | 2011 als OVA          | Anime Antenna Iinkai              |
| Imōto Sae Ireba Ii (12 Folgen)                                                    | 妹さえいればいい, A Sister's All You Need                                                                                      | 2017 als Fernsehserie | Silver Link                       |
| Implicity (eine Folge)                                                            | | 2017 als OVA          | MediaBank                         |
| In/Spectre (12 Folgen)                                                            | 虚構推理, Kyokō Suiri | 2020 als Fernsehserie | Brain's Base                      |
| In Another World With My Smartphone (12 Folgen)                                   | 異世界はスマートフォンとともに。, Isekai wa Sumātofon to Tomo ni.                                                              | 2017 als Fernsehserie | Production Reed                   |
| Inakappe Taisho (208 Folgen)                                                      | いなかっぺ大将, The Funny Judo Champion                                                                                        | 1970 als Fernsehserie | Tatsunoko Production              |
| Inari, Konkon, Koi Iroha. (10 Folgen)                                             | いなり、こんこん、恋いろは. | 2014 als Fernsehserie | Production IMS                    |
| Inazuma Eleven (127 Folgen)                                                       | イナズマイレブン, Inazuma Irebun                                                                                               | 2008 als Fernsehserie | OLM                               |
| ↳ Inazuma Eleven: Saikyō Gundan Ōga Shūrai                                        | イナズマイレブン 最強軍団オーガ襲来, Inazuma Irebun: Saikyō Gundan Ōga Shūrai                                                  | 2010 als Film         | OLM                               |
| ↳ Inazuma Eleven Go (47 Folgen)                                                   | イナズマイレブンGO, Inazuma Irebun Go                                                                                          | 2011 als Fernsehserie | OLM                               |
| ↳ Inazuma Eleven Go: Kyūkyoku no Kizuna Griffon                                   | イナズマイレブンGO 究極の絆 グリフォン, Inazuma Irebun Go: Kyūkyoku no Kizuna Gurifon                                          | 2011 als Film         | OLM                               |
| ↳ Inazuma Eleven Go vs. Danbōru Senki W                                           | イナズマイレブンGO ｖｓ ダンボール戦機Ｗ                                                                                       | 2012 als Film         | OLM                               |
| ↳ Inazuma Eleven Go: Chrono Stone (51 Folgen)                                     | イナズマイレブンGO クロノ・ストーン, Inazuma Irebun Go: Kurono Sutōn                                                           | 2012 als Fernsehserie | OLM                               |
| ↳ Inazuma Eleven Go: Galaxy (43 Folgen)                                           | イナズマイレブンGO ギャラクシー, Inazuma Irebun Go: Gyarakushī                                                                 | 2013 als Fernsehserie | OLM                               |
| ↳ Inazuma Eleven: Chōjigen Dream Match                                            | イナズマイレブン 超次元ドリームマッチ                                                                                          | 2014 als Film         | OLM                               |
| ↳ Inazuma Eleven Outer Code (eine Folge)                                          | イナズマイレブン アウターコード                                                                                                | 2016 als Web-Anime    | Level 5                           |
| ↳ Inazuma Eleven Reloaded (eine Folge)                                            | | 2018 als Special      | Level 5                           |
| ↳ Inazuma Eleven: Ares no Tenbin (26 Folgen)                                      | イナズマイレブン アレスの天秤, Inazuma Irebun: Aresu no Tenbin                                                                 | 2018 als Fernsehserie | OLM                               |
| Inbaku Gakuen (3 Folgen)                                                          | 淫縛学艶, School of Bondage, School of Masochists                                                                              | 2002 als OVA          | Studio Jam                        |
| Inda no Himekishi Janne The Animation (2 Folgen)                                  | 淫堕の姫騎士ジャンヌ THE ANIMATION, The Princess Knight "Janne"                                                                | 2003 als OVA          | Himajin Planning                  |
| Inferius Wakusei Senshi Gaiden Condition Green (3 Folgen)                         | インフェリウス惑星戦史外伝 コンディション・グリーン                                                                            | 1993 als OVA          | Hero Communications               |
| Infini-T Force (12 Folgen)                                                        | | 2017 als Fernsehserie | Digital Frontier                  |
| ↳ Infini-T Force: Gatchaman Saraba Tomo yo                                        | 劇場版Infini-T Force／ガッチャマン さらば友よ, Infini-T Force the Movie Farewell, Friend                                       | 2018 als Film         | Digital Frontier                  |
| Infinite Dendrogram (13 Folgen)                                                   | インフィニット・デンドログラム                                                                                                 | 2020 als Fernsehserie | Naz                               |
| Ingoku Byōtō (2 Folgen)                                                           | 淫獄病棟, Rxxx | 2002 als OVA          | Naz                               |
| Ingress: The Animation (11 Folgen)                                                | INGRESS THE ANIMATION | 2018 als Fernsehserie | Craftar                           |
| Initial D (26 Folgen)                                                             | 頭文字D | 1998 als Fernsehserie | Studio Comet, Studio Gallop       |
| ↳ Initial D: Second Stage (13 Folgen)                                             | 頭文字D Second Stage | 1999 als Fernsehserie | Pastel                            |
| ↳ Initial D: Extra Stage (2 Folgen)                                               | 頭文字D Extra Stage | 2001 als OVA          | Pastel                            |
| ↳ Initial D: Extra Stage 2 – Tabidachi no Green (eine Folge)                      | 頭文字D Extra Stage 2 〜旅立ちのグリーン〜                                                                                     | 2008 als OVA          | A.C.G.T                           |
| ↳ Initial D: Third Stage                                                          | 頭文字D Third Stage | 2001 als Film         | Studio Deen                       |
| ↳ Initial D: Battle Stage (eine Folge)                                            | 頭文字D BATTLE STAGE | 2002 als OVA          | Pastel                            |
| ↳ Initial D: Fourth Stage (24 Folgen)                                             | 頭文字D Fourth Stage | 2004 als Fernsehserie | A.C.G.T                           |
| ↳ Initial D: Battle Stage 2 (eine Folge)                                          | 頭文字D BATTLE STAGE 2 | 2007 als OVA          | Frontline                         |
| ↳ Initial D: Fifth Stage (14 Folgen)                                              | 頭文字D Fifth Stage | 2012 als Fernsehserie | SynergySP                         |
| ↳ Shin Gekijōban Initial D: Legend 1 – Kakusei                                    | 新劇場版 頭文字D Legend1 -覚醒-                                                                                                | 2014 als Film         | Sanzigen, Lidenfilms              |
| ↳ Shin Gekijōban Initial D: Legend 2 – Tōsō                                       | 新劇場版 頭文字D Legend2 -闘走-                                                                                                | 2015 als Film         | Sanzigen, Lidenfilms              |
| ↳ Shin Gekijōban Initial D: Legend 3 – Mugen                                      | 新劇場版 頭文字D Legend3 -夢現-                                                                                                | 2016 als Film         | Sanzigen, Lidenfilms              |
| Injoku Chōkyō - Maid & Gibo (2 Folgen)                                            | 淫辱調教 〜メイド＆義母〜, Haitoku no Shoujyo - Family of Debauchery, Haitoku no Shōjo - A Girl of Immorality                  | 2001 als OVA          | Five Ways                         |
| Injoku no Heya (eine Folge)                                                       | 淫辱の部屋, Lewd Room | 2001 als OVA          | Blue Cat                          |
| Injū Alien (eine Folge)                                                           | 淫獣エイリアン, Alien from the Darkness                                                                                        | 1996 als OVA          | Pink Pineapple                    |
| Injū Daikessen (eine Folge)                                                       | 淫獣大決戦, Mission of Darkness                                                                                                | 1997 als OVA          | Pink Pineapple                    |
| Injū Gakuen (6 Folgen)                                                            | 淫獣学園, La Blue Girl | 1992 als OVA          |                                   |
| ↳ Injū Gakuen EX (4 Folgen)                                                       | 淫獣学園EX, Lady Blue | 1994 als OVA          | Dandelion                         |
| ↳ Injū Gakuen Fukkatsu (4 Folgen)                                                 | 淫獣学園 復活篇, La Blue Girl Returns                                                                                          | 2001 als OVA          | Arms                              |
| Injū Kateikyōshi (eine Folge)                                                     | 淫獣家庭教師, Lesson of Darkness                                                                                               | 1996 als OVA          | Pink Pineapple                    |
| Injū Nerawareta Hanayome (2 Folgen)                                               | 淫獣ねらわれた花嫁 | 1999 als OVA          | Pink Pineapple                    |
| Injū Seisen (4 Folgen)                                                            | 淫獣聖戦 | 1995 als OVA          | Dandelion Animation Studio        |
| ↳ Injū Seisen XX (4 Folgen)                                                       | 淫獣聖戦XX | 1997 als OVA          | Dandelion Animation Studio        |
| Injū vs. Onna Spy (eine Folge)                                                    | 淫獣VS女スパイ, Spy of Darkness                                                                                                | 1997 als OVA          | Pink Pineapple                    |
| Inko (3 Folgen)                                                                   | 淫娘, Sleazy Daughter, Naughty Daughter                                                                                        | 2005 als OVA          | D3                                |
| Inma Dai Toshi - Beast City (3 Folgen)                                            | 淫魔大都市 Beast City, Beast City, Sex Demon Metropolis                                                                        | 1996 als OVA          | Comstock                          |
| Inma Yōjo (5 Folgen)                                                              | 淫魔妖女, The Erotic Temptress                                                                                                 | 1994 als OVA          | Horannabi                         |
| Inmu: Ikenie no Utage (2 Folgen)                                                  | 淫夢～生贄の宴～, Inmu: Feast of Victims                                                                                       | 2000 als OVA          | PP Project                        |
| ↳ Inmu 2 - Chijoku no Kaniku Matsuri (2 Folgen)                                   | 淫夢2～恥辱の果肉祭～, Inmu 2 - Flesh Dreams                                                                                   | 2001 als OVA          | PP Project, Orada Company         |
| Inmu Gakuen (eine Folge)                                                          | 淫夢学園 | 2010 als OVA          | Schoolzone                        |
| Innocent Blue (2 Folgen)                                                          | | 2005 als OVA          | Himajin Planning                  |
| Innocent Venus (12 Folgen)                                                        | イノセント・ヴィーナス | 2006 als Fernsehserie | Brain’s Base                      |
| Innocent: Shōjo Memoria (eine Folge)                                              | イノセント ～少女メモリア～ | 2011 als OVA          | Pink Pineapple                    |
| Inō no Aicis (2 Folgen)                                                           | 異能のアイシス | 2021 als Web-Anime    |                                   |
| Inochi no Chikyū - Dioxin no Natsu                                                | いのちの地球 ダイオキシンの夏                                                                                                  | 2001 als Film         | Magic Bus                         |
| Inou Battle Within Everyday Life (12 Folgen)                                      | 異能バトルは日常系のなかで, Inō Batoru wa Nichijō-kei no Naka de                                                               | 2014 als Fernsehserie | Trigger                           |
| Insect Tsurezuregusa (eine Folge)                                                 | 昆蟲つれづれ草, Essays on Insects                                                                                              | 1995 als OVA          | Tezuka Productions                |
| Inshitsu Otaku ni Ikareru Kanojo (3 Folgen)                                       | 陰湿オタクにイカれる妹 | 2011 als OVA          | MediaBank                         |
| Interlude (3 Folgen)                                                              | インタールード | 2004 als OVA          | Happinet Pictures, Tōei Animation |
| Interspecies Reviewers (12 Folgen)                                                | 異種族レビュアーズ, Ishuzoku Rebyuāzu, Ishuzoku Reviewers                                                                      | 2020 als Fernsehserie | Passione                          |
| Interstella 5555 – The 5tory of the 5ecret 5tar 5ystem                            | インターステラ5555 | 2001 als Film         | Tōei Animation                    |
| Interviews with Monster Girls (? Folgen)                                          | 亜人ちゃんは語りたい, Demi-chan wa Kataritai                                                                                   | 2017 als Fernsehserie | A-1 Pictures                      |
| In this Corner of the World                                                       | この世界の片隅に, Kono Sekai no Katasumi ni                                                                                    | 2016 als Film         | MAPPA                             |
| ↳ In This Corner (and Other Corners) of the World                                 | この世界の（さらにいくつもの）片隅に, Kono Sekai no (Sara ni Ikutsumono) Katasumi ni                                           | 2019 als Film         | MAPPA                             |
| Inu×Boku SS (13 Folgen)                                                           | 妖狐×僕SS, Inu×Boku Shīkuretto Sābisu, Inu×Boku Secret Service                                                                 | 2012 als Fernsehserie | David Production                  |
| Inu to Hasami wa Tsukaiyō (12 Folgen)                                             | 犬とハサミは使いよう | 2013 als Fernsehserie | Gonzo                             |
| Inu to Neko Docchimo Katteru to Mainichi Tanoshii (24 Folgen)                     | 犬と猫どっちも飼ってると毎日たのしい                                                                                           | 2020 als Fernsehserie | Team Till Dawn                    |
| Inugami-san to Nekoyama-san (12 Folgen)                                           | 犬神さんと猫山さん | 2014 als Fernsehserie | Dream Creation                    |
| Inui-san! (eine Folge)                                                            | イヌイさんッ! | 2014 als OVA          | Pie in the sky                    |
| Inukami! (26 Folgen)                                                              | いぬかみっ! | 2006 als Fernsehserie | Seven Arcs                        |
| ↳ Inukami!                                                                        | いぬかみっ! | 2007 als Film         | Seven Arcs                        |
| Inumarudashi— (4 Folgen)                                                          | いぬまるだしっ | 2011 als Fernsehserie | Gathering                         |
| Inu Yasha (167 Folgen)                                                            | 犬夜叉 | 2000 als Fernsehserie | Sunrise                           |
| ↳ InuYasha – Affections Touching Across Time                                      | 犬夜叉 時代を越える想い, Inuyasha: Toki o Koeru Omoi                                                                           | 2001 als Film         | Sunrise                           |
| ↳ InuYasha – The Castle Beyond the Looking Glass                                  | 犬夜叉 鏡の中の夢幻城, Inuyasha: Kagami no Naka no Mugenjō                                                                     | 2002 als Film         | Sunrise                           |
| ↳ InuYasha – Swords of an Honorable Ruler                                         | 犬夜叉 天下覇道の剣, Inuyasha: Tenka Hadō no Ken                                                                               | 2003 als Film         | Sunrise                           |
| ↳ InuYasha – Fire on the Mystic Island                                            | 犬夜叉 紅蓮の蓬莱島, InuYasha: Guren no Hōraijima                                                                              | 2004 als Film         | Sunrise                           |
| ↳ Inuyasha Special: Meguri Au Mae no Unmei Koiuta (eine Folge)                    | 犬夜叉スペシャル めぐり逢う前の運命恋歌                                                                                        | 2004 als Special      | Sunrise                           |
| ↳ InuYasha: Kanketsuhen (26 Folgen)                                               | 犬夜叉 完結編, InuYasha: Kanketsuhen                                                                                           | 2009 als Fernsehserie | Sunrise                           |
| Inuyashiki Last Hero (11 Folgen)                                                  | いぬやしき, Inuyashiki | 2017 als Fernsehserie | MAPPA                             |
| Inyōchū (2 Folgen)                                                                | 淫妖蟲 | 2006 als OVA          | Amour                             |
| ↳ Inyochu (2 Folgen)                                                              | 淫妖蟲・蝕 ～凌触島退魔録～, Inyōchū Shoku - Ryōshokujima Taimaroku                                                            | 2008 als OVA          | MS Pictures                       |
| ↳ Inyōchū Etsu - Kairaku Henka Taimaroku (2 Folgen)                               | 淫妖蟲 悦 ～怪楽変化退魔録～, The Devil’s Virgins                                                                              | 2011 als OVA          | Studio Fantasia                   |
| ↳ Harem of the Hell Spawn (eine Folge)                                            | 淫妖蟲 蝕 -孕ミ堕チル少女達-                                                                                                   | 2018 als OVA          |                                   |
| Inyoku Tokkyū Zeturin'ō (eine Folge)                                              | 淫欲特急ゼツリンオー, Hentai Express                                                                                           | 2007 als OVA          | Schoolzone                        |
| Inzai Aru Aru Monogatari (eine Folge)                                             | 印西あるある物語 | 2021 als Web-Anime    | Asura Film                        |
| Ippatsu Hicchū!! Devander (eine Folge)                                            | 一発必中！！ デバンダー | 2012 als OVA          | Tatsunoko Production              |
| Ippatsu Kanta-kun (53 Folgen)                                                     | 一発貫太くん, Homerun Kanta | 1977 als Fernsehserie | Tatsunoko Production              |
| Ippatsu Kiki Musume (16 Folgen)                                                   | イッパツ危機娘, Miss Critical Moment                                                                                           | 1999 als Fernsehserie | Group TAC                         |
| Ippon Bōchō Mantarō (2 Folgen)                                                    | 一本包丁満太郎 | 1991 als OVA          | Pony Canyon                       |
| Iria: Zeiram – The Animation (6 Folgen)                                           | イ・リ・ア ゼイラム the Animation                                                                                              | 1994 als OVA          | Production Reed                   |
| Iriya no Sora, UFO no Natsu (6 Folgen)                                            | イリヤの空,UFOの夏 | 2005 als OVA          | Tōei Animation                    |
| Irodorimidori (8 Folgen)                                                          | イリヤの空,UFOの夏 | 2022 als Fernsehserie | Akatsuki                          |
| Iroduku: Die Welt in allen Farben (13 Folgen)                                     | 色づく世界の明日から, Irozuku Sekai no Ashita kara                                                                             | 2018 als Fernsehserie | P.A. Works                        |
| Iron Man (12 Folgen)                                                              | アイアンマン | 2010 als Fernsehserie | Madhouse                          |
| Iron Man: Rise of Technovore (eine Folge)                                         | アイアンマン：ライズ・オブ・テクノヴォア                                                                                       | 2013 als OVA          | Madhouse                          |
| The Irresponsible Captain Tylor (26 Folgen)                                       | 無責任艦長タイラー, Musekinin Kanchō Tairā                                                                                     | 1993 als Fernsehserie | Tatsunoko Production, Big West    |
| ↳ The Irresponsible Captain Tylor (10 Folgen)                                     | 無責任艦長タイラー, Musekinin Kanchō Tairā                                                                                     | 1994 als OVA          | Yume, Studio Deen                 |
| ↳ Musekinin Galaxy Tylor (12 Folgen)                                              | 無責任ギャラクシー☆タイラー, The Irresponsible Galaxy Tylor                                                                    | 2017 als Fernsehserie | Seven                             |
| Iruka to Shōnen (13 Folgen)                                                       | イルカと少年, The Dolphin and the Boy                                                                                          | 1975 als Fernsehserie | Eiken                             |
| IS (Infinite Stratos) (12 Folgen)                                                 | IS‹インフィニット・ストラトス›, IS (Infinitto Sutoratosu)                                                                      | 2011 als Fernsehserie | Eight Bit                         |
| ↳ IS (Infinite Stratos) Encore: Koi ni Kogareru Rokujūsō (eine Folge)             | IS‹インフィニット・ストラトス〉アンコール 恋に焦がれる六重奏, IS (Infinitto Sutoratosu) Ankōru: Koi ni Kogareru Rokujūsō       | 2011 als OVA          | Eight Bit                         |
| IS (Infinite Stratos) 2 (12 Folgen)                                               | IS‹インフィニット・ストラトス›2, IS (Infinitto Sutoratosu) 2                                                                   | 2013 als Fernsehserie | Eight Bit                         |
| Is This A Zombie? (12 Folgen)                                                     | これはゾンビですか？, Kore wa Zombie Desu ka?                                                                                  | 2011 als Fernsehserie | Studio Deen                       |
| ↳ Kore wa Zombie Desu ka? (3 Folgen)                                              | これはゾンビですか？, Is This a Zombie?                                                                                        | 2011 als OVA          | Studio Deen                       |
| ↳ Kore wa Zombie Desu ka? of the Dead (10 Folgen)                                 | これはゾンビですか？ OF THE DEAD, Is This a Zombie? of the Dead                                                                | 2012 als Fernsehserie | Studio Deen                       |
| Isaku Respect (3 Folgen)                                                          | 遺作 ～Respect～ | 2001 als OVA          | Production D M H                  |
| Ise-wan Taifu Monogatari                                                          | 伊勢湾台風物語 | 1989 als Film         | Mushi Production                  |
| Isekai Cheat Magician (12 Folgen)                                                 | 異世界チート魔術師 | 2019 als Fernsehserie | Encourage Films                   |
| Isekai Izakaya: Japanese Food From Another World (12 Folgen)                      | 異世界居酒屋〜古都アイテーリアの居酒屋のぶ〜, Isekai Izakaya – Koto Aitēria no Izakaya Nobu                                    | 2018 als Fernsehserie | Sunrise                           |
| Isekai Quartet (24 Folgen)                                                        | 異世界かるてっと, Isekai Karutetto                                                                                             | 2019 als Fernsehserie | Puyukai                           |
| ↳ Gekijо̄ban Isekai Quartet ~Another World~                                        | 劇場版 異世界かるてっと ～あなざーわーるど～                                                                                   | 2022 als Film         | Puyukai                           |
| Ishida to Asakura (12 Folgen)                                                     | 石田とあさくら | 2013 als Fernsehserie | Dax International, Hot Line       |
| Ishii Hisaichi no Daiseikai (eine Folge)                                          | いしいひさいちの大政界 | 1991 als OVA          | E&G Films                         |
| Island (12 Folgen)                                                                | ISLAND | 2018 als Fernsehserie | feel.                             |
| Isobe Isobee Monogatari ~Ukiyo wa Tsurai yo~ (eine Folge)                         | 磯部磯兵衛物語～浮世はつらいよ～                                                                                               | 2013 als Web-Anime    | Gathering                         |
| ↳ Isobe Isobee Monogatari ~Ukiyo wa Tsurai yo~ (eine Folge)                       | 磯部磯兵衛物語～浮世はつらいよ～                                                                                               | 2017 als Web-Anime    | Gathering                         |
| Issho ni Ecchi (eine Folge)                                                       | いっしょにエッチ | 2010 als OVA          | Pink Pineapple                    |
| Isshoni Training: Training mit Hinako (eine Folge)                                | いっしょにとれーにんぐ TRAINING WITH HINAKO, Isshoni Training: Training with Hinako                                            | 2009 als OVA          | Studio Hibari                     |
| ↳ Isshoni Sleeping: Im Bett mit Hinako (eine Folge)                               | いっしょにすりーぴんぐ SLEEPING WITH HINAKO, Isshoni Sleeping: Sleeping with Hinako                                            | 2010 als OVA          | Studio Hibari                     |
| ↳ Isshoni Training 026: Bathtime with Hinako & Hiyoko (eine Folge)                | いっしょにとれーにんぐ０２６（おふろ）                                                                                         | 2010 als OVA          | Studio Hibari                     |
| Isshūkan Friends. (12 Folgen)                                                     | 一週間フレンズ., Isshūkan Furenzu.                                                                                             | 2014 als Fernsehserie | Brain’s Base                      |
| Issunbōshi (2 Folgen)                                                             | 一寸法師, The Erotic Adventures of Tom Thumb!                                                                                  | 2007 als OVA          | Digital Works                     |
| Issho ni H Shiyō (6 Folgen)                                                       | 一緒にHしよっ, Let's Have Sex                                                                                                  | 2009 als OVA          | ChiChi No Ya                      |
| Isuca (10 Folgen)                                                                 | ISUCA | 2015 als Fernsehserie | Arms                              |
| It’s My Life (eine Folge)                                                         | | 2019 als OVA          | Creators in Pack                  |
| Itadaki! Seieki (eine Folge)                                                      | Vampire Vixen | 2017 als OVA          | Pashmina                          |
| Itazura na Kiss (25 Folgen)                                                       | イタズラなKiss | 2008 als Fernsehserie | TMS Entertainment                 |
| Itazura Guma no Gloomy (12 Folgen)                                                | いたずらぐまのグル～ミ～, Gloomy the Naughty Grizzly                                                                           | 2021 als Fernsehserie | Naz                               |
| Itazura Majo to Nemuranai Machi (eine Folge)                                      | いたずら魔女と眠らない街, Sorcery in the Big City                                                                              | 2017 als Web-Anime    | Sanzigen                          |
| Itazura Tenshi Chippo-chan (240 Folgen)                                           | いたずら天使チッポちゃん, Chippo the Mischievous Angel                                                                         | 1970 als Fernsehserie |                                   |
| Itazura no Post                                                                   | | 1917 als Kurzfilm     | Nikkatsu                          |
| Itoshi no Betty Mamonogatari (eine Folge)                                         | 愛しのベティ 魔物語 | 1986 als OVA          | Big Bang                          |
| Itoshi no Kotodama (2 Folgen)                                                     | 愛しの言霊 | 2002 als OVA          | Pink Pineapple                    |
| Itsu Datte Bokura no Koi wa 10 Centi Datta (6 Folgen)                             | いつだって僕らの恋は10センチだった。, Our love has always been 10 centimeters apart.                                           | 2017 als Fernsehserie | Lay-duce                          |
| Itsudatte My Santa! (2 Folgen)                                                    | いつだってMyサンタ! | 2005 als OVA          | TNK                               |
| Itsuka Aeru Kimi ni (eine Folge)                                                  | いつか会えるキミに | 2018 als OVA          | Asura Film                        |
| Itsuka no Main: Kaminari Shōnen Tenta Sanjō (eine Folge)                          | いつかのメイン 雷少年・天太参上!                                                                                               | 1996 als OVA          | J.C.Staff                         |
| Itsuka Tenma no Kuro-Usagi (12 Folgen)                                            | いつか天魔の黒ウサギ, A Dark Rabbit Has Seven Lives                                                                            | 2011 als Fernsehserie | ZEXCS                             |
| ↳ Itsuka Tenma no Kuro-Usagi (eine Folge)                                         | いつか天魔の黒ウサギ, A Dark Rabbit Has Seven Lives                                                                            | 2011 als OVA          | ZEXCS                             |
| Itsumo Kokoro ni Taiyō o! (16 Folgen)                                             | いつも心に太陽を!, Remember the Sun in the Heart                                                                               | 1999 als Fernsehserie | Studio Deen                       |
| Itsumo Wagamama Gama Ōji (eine Folge)                                             | いつもワガママガマ王子 | 2008 als Fernsehserie | DLE                               |
| Iwa-Kakeru! (12 Folgen)                                                           | いわかける！ | 2020 als Fernsehserie | BLADE                             |
| Ixion Saga DT (25 Folgen)                                                         | イクシオン サーガ DT, Ikushon Sāga DT, IXION SAGA Dimension Transfer                                                           | 2012 als Fernsehserie | Brain’s Base                      |
| Iya na Kao Sare Nagara Opantsu Misete Moraitai (6 Folgen)                         | 嫌な顔されながらおパンツ見せてもらいたい                                                                                       | 2018 als OVA          | UWAN Pictures                     |
| ↳ Iya na Kao Sare Nagara Opantsu Misete Moraitai 2 (6 Folgen)                     | 嫌な顔されながらおパンツ見せてもらいたい 2                                                                                     | 2019 als OVA          | UWAN Pictures, A-Real             |
| Iyashite Agerun Saiyuki (eine Folge)                                              | 癒してあげルン 西遊記 | 2007 als OVA          | OZ                                |
| Izakaya no Ichiya                                                                 | 居酒屋の一夜, A Night At the Pub                                                                                               | 1936 als Kurzfilm     | Yokohama Cinema Kyokai            |
| Izetta, Die Letzte Hexe (12 Folgen)                                               | 終末のイゼッタ, Shūmatsu no Izetta                                                                                             | 2016 als Fernsehserie | Ajia-dō                           |
| Izu no Odoriko (eine Folge)                                                       | 伊豆の踊子 | 1986 als Special      | Nippon Animation                  |
| Izumo (2 Folgen)                                                                  | IZUMO | 1991 als OVA          | Cope, Studio Hibari               |
| Izumo (5 Folgen)                                                                  | IZUMO | 2003 als OVA          | Studio Jam                        |
| ↳ Izumo: Takeki Tsurugi no Senki (12 Folgen)                                      | IZUMO -猛き剣の閃記- | 2005 als Fernsehserie | Studio Kyuma                      |